# Tsoghamarg
Tsoghamarg là một đô thị thuộc tỉnh Shirak, Armenia. Dân số ước tính năm 2011 là 566 người.